# Universitat de Sussa
La Universitat de Sussa (àrab: جامعة سوسة, Jāmiʿat Sūsa) és una universitat pública a Sussa, Tunísia.

## Història
La Universitat de Sussa va ser creada el 2004 a partir d'una divisió de la Universitat del Centre, que havia estat creada el 1991 des de la Universitat de Monastir. La Universitat del Centre havia crescut ràpidament de 45.000 estudiants el 2001-2002 a gairebé 60.000 alumnes el curs 2003-2004. L'any 2004 es van crear noves universitats a Monastir, Kairouan i Gafsa.
El rector és el professor Ahmed Nourreddine Helal.

## Antics alumnes
- Samir Dilou, ministre de drets humans, justícia de transició i portaveu del govern sota el primer ministre Hamadi Jebali.[3]